# گوترسلو
گوترسلو (به آلمانی:Gütersloh) شهری در نوردراین-وستفالن آلمان است.

## خصوصیات
گوترسلو  ۹۶٬۴۶۸ نفر جمعیت دارد.

## خواهرخوانده
شهرهای شاتورو، Broxtowe، گروجونتس، Falun Municipality، رژف و فالون خواهرخوانده‌های گوترسلو هستند.